# Torre de Pisa
La Torre inclinada de Pisa és el campanar de la catedral de Pisa, a la regió italiana de la Toscana. Es va construir perquè quedés vertical, però es va començar a inclinar alhora que començaven les obres l'agost del 1173. L'altura de la torre és de 57 metres des de la base, es creu que el seu pes és de 14.700 tones, la inclinació és d'un 10% i té 294 graons.
El govern d'Itàlia va demanar ajuda el 27 de febrer de 1964 per prevenir-ne la caiguda, i el 7 de gener de 1990 es va tancar al públic com a mesura de seguretat. Actualment s'ha fet un treball de reconstrucció per reduir-ne l'angle d'inclinació. Es va tornar a permetre l'entrada al públic el 16 de juny de 2001, després de deu anys de feina.

## Història
La construcció de la torre de Pisa es va desenvolupar en tres etapes durant un període de 199 anys. La construcció de la primera planta va començar el 9 d'agost del 1173, en un període d'èxit militar i prosperitat. La primera planta està envoltada de semicolumnes amb capitells clàssics i arcs cecs, tot en marbre de color molt blanc.
Durant molts anys el disseny es va atribuir a Guglielmo, un artista resident a Pisa al segle xii, famós per les seves peces de bronze fos, particularment a la catedral de Pisa. Tot i això, una recent investigació va determinar que l'autoria de l'edifici correspondria finalment a Bonanno Pisano, el qual va deixar Pisa el 1185 i es va traslladar a Monreale (Sicília). El seu sarcòfag va ser descobert al peu de la torre el 1820.
Després que es construís el tercer pis el 1178, la torre es va inclinar tres metres cap al nord, a causa d'uns fonaments febles, en un subsòl inestable. El disseny d'aquesta torre era imperfecte des del començament i la construcció va cessar durant un segle, a causa de les guerres entre els pisans i els estats veïns. Aquest lapse va permetre al terra assentar-se; altrament, la torre s'hauria esfondrat.
El 1272, Fernando di Vincenzo, arquitecte autor del cementiri, va reprendre la construcció. Es van afegir llavors quatre noves plantes, construïdes amb cert angle a fi de contrarestar la inclinació. Les obres es van detenir novament el 1284 després de la victòria genovesa davant Pisa en la batalla de Meloria.
El 1372 Tommasso di Andrea Pisano va construir l'última planta (el campanar) i es van col·locar les campanes. La intervenció es considera que combina harmònicament els elements gòtics del campanar amb l'estil romànic de la torre. Hi ha set campanes i cadascuna correspon a una nota de l'escala musical; la més gran va ser instal·lada el 1655. No obstant això, després de la conclusió del campanar, la torre va començar de nou a inclinar-se, aquesta vegada cap al sud.
Uns pocs anys després de finalitzada la torre, el dany a la seva estructura es va fer manifest i molts dels elements de pedra originals realitzats en marbre de San Giuliano van ser substituïts; per això, es va emprar marbre blanc de Carrara.
Alessandro della Gherardesca va excavar un camí al voltant de la torre per fer visible la base. Això va causar una inundació de la base i, novament, un increment de la seva inclinació.
Durant la Segona Guerra Mundial, l'exèrcit dels Estats Units va destruir les torres properes a Pisa donada l'amenaça que suposaven els franctiradors des d'aquestes posicions. Es va programar la voladura de la Torre inclinada, però una ordre de retirada a l'últim instant la va salvar.
El 27 de febrer de 1964, el govern d'Itàlia va demanar ajuda per prevenir la caiguda. Es va assignar el projecte a un conjunt d'enginyers, matemàtics i historiadors, que van debatre sobre els mètodes d'estabilització a les illes Açores.
A partir de 1993, es van afegir 870 tones de contrapesos de plom, que van redreçar lleugerament la torre.

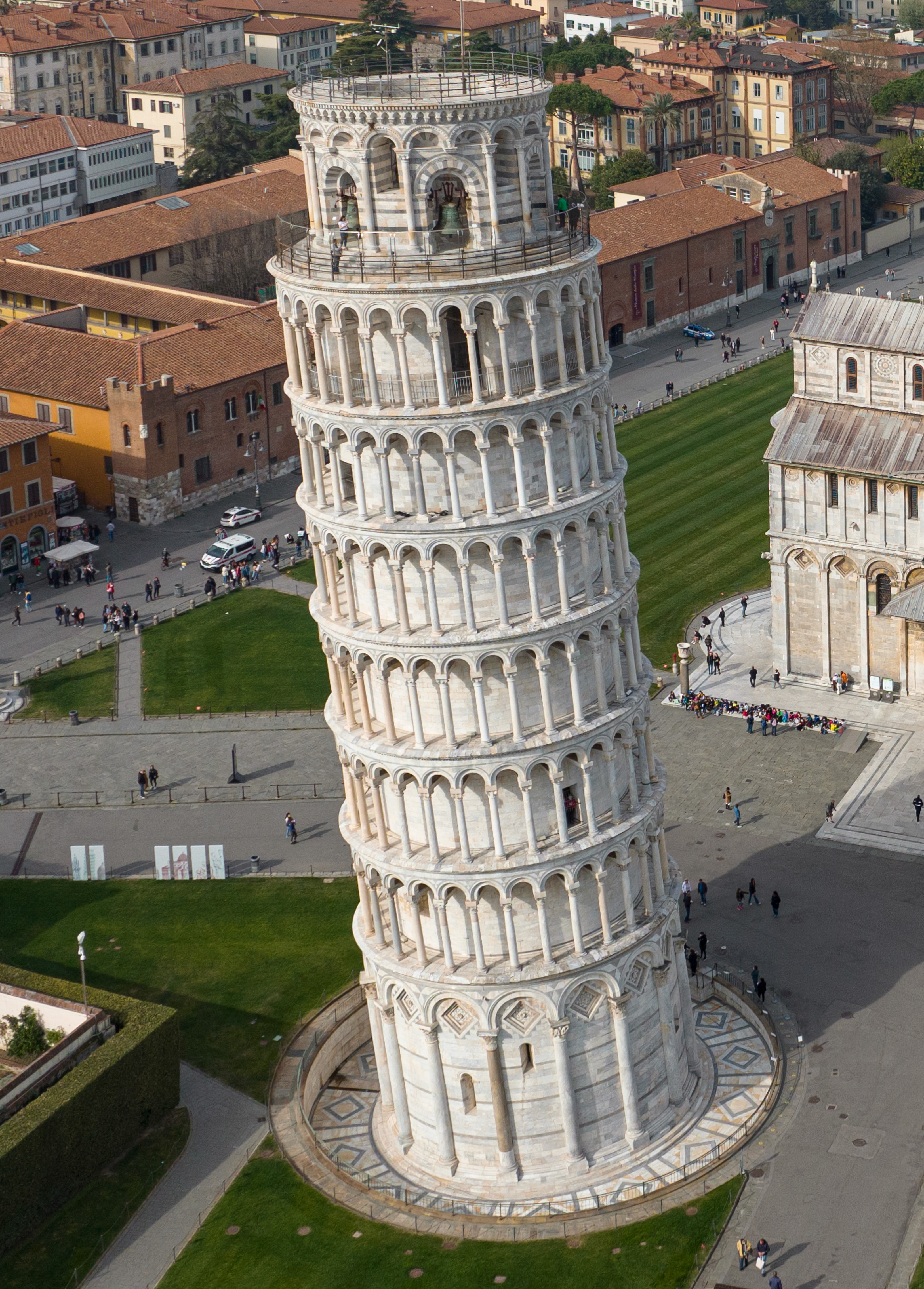
Campanar de Pisa

La torre va ser tancada al públic el 7 de gener de 1990, després de més de dues dècades d'estudis d'estabilització i esperonat per l'abrupte esfondrament de la Torre Cívica de Pavia el 1989, i els cables van ser cinglats al voltant del tercer nivell i ancorats a diversos centenars de metres. Els apartaments i les cases que es trobaven a la trajectòria d'una possible caiguda de la torre van ser desallotjats per seguretat. El mètode triat per evitar l'esfondrament de la torre va ser reduir lleugerament la seva inclinació fins a un angle més segur retirant 38 metres cúbics de terra de sota l'extrem elevat. La inclinació de la torre es va reduir en 45 centímetres, tornant a la seva posició de 1838. Després d'una dècada d'esforços de reconstrucció i estabilització, la torre es va reobrir al públic el 15 de desembre de 2001, i va ser declarada estable durant almenys 300 més anys. En total, es van retirar 70 tones de terra.
Les tasques de consolidació han permès que la inclinació sigui la que tenia el 1700, 3,9 metres de la vertical.

## Informació tècnica
- Latitud: 43,723056 (43° 43' 23" N)
- Longitud: 10,396389 (10° 23' 47" E)
- Elevació de la Piazza dei Miracoli: 2 metres (6 peus)
- Alçada: 55,863 metres (185 peus). 8 plantes
- Diàmetre extern de la base: 15,484 metres
- Diàmetre intern de la base: 7,368 metres
- Pes: 14.700 tones mètriques
- Gruix de les parets de la base: 2,6 metres (8 peus)
- Direcció de la inclinació: 1173-1250 Nord, 1272-1997 Sur
- Nombre de campanes: 7, d'acord amb l'escala musical
- Campana més gran: L'Assumpta (La Asunta). Tres tones i mitja, realitzada el 1655.
- Campana més antiga: Pasquarreccia.
- Graons: 294

## Construcció
La construcció de la torre es va dur a terme en tres etapes al llarg de 199 anys. El 5 de gener de 1172, Donna Berta di Bernardo, vídua i resident de la casa dell'Opera di Santa Maria, va llegar seixanta soldi a la Opera Campanilis petrarum Sancte Marie. La suma es va destinar a comprar algunes pedres que encara formen la base del campanar. El 9 d'agost de 1173, es van col·locar els fonaments de la torre. Les obres de la planta baixa del campanile de marbre blanc van començar el 14 d'agost del mateix any durant un període d'èxits militars i prosperitat. Aquesta planta baixa és una arcada cega articulada per columnes adossades amb capitells corintis clàssics. Gairebé quatre segles després Giorgio Vasari va escriure: "Guglielmo, segons es diu, l'any 1174, juntament amb l'escultor Bonanno, va posar els fonaments del campanar de la catedral de Pisa".
La torre va començar a enfonsar-se després que la construcció hagués avançat fins al segon pis en 1178. Això es va deure a una fonamentació de tot just tres metres, assentada en un subsòl feble i inestable, un disseny defectuós des del principi. Posteriorment, la construcció es va aturar durant gairebé un segle, ja que la República de Pisa estava gairebé contínuament embrancada en batalles amb Gènova, Lucca i Florència. Això va donar temps que el sòl subjacent s'assentés. Si no, la torre s'hauria esfondrat gairebé amb tota seguretat. El 27 de desembre de 1233, l'obrer Benenat, fill de Gerardo Bottici, va supervisar la continuació de la construcció de la torre.
El 23 de febrer de 1260, Guido Speziale, fill de Giovanni Pisano, va ser triat per supervisar la construcció de la torre. El 12 d'abril de 1264, el mestre d'obres Giovanni di Simone, arquitecte del Camposanto, i 23 treballadors van anar a les muntanyes properes a Pisa per tallar marbre. Les pedres tallades es van lliurar a Rainaldo Speziale, obrer de Sant Francesc. El 1272, la construcció es va reprendre sota Di Simone. En un esforç per compensar la inclinació, els enginyers van construir pisos superiors amb un costat més alt que l'altre. A causa d'això, la torre és corba. La construcció es va aturar de nou en 1284, quan els pisans van ser derrotats pels genovesos en la batalla de Meloria.
El setè pis es va acabar el 1319. La cambra de les campanes es va afegir finalment en 1372. Va ser construït per Tommaso di Andrea Pisano, que va aconseguir harmonitzar els elements gòtics del campanar amb l'estil romànic de la torre. Hi ha set campanes, una per cada nota de l'escala major musical. La major es va instal·lar el 1655.

## Campanes
- Assunta - La més gran, pesa 2.600 kg i va ser fosa el 1654 por Giovanni Pietro Orlandi.
- Crucifijo - pesa 1.850 kg i va ser fos originalment el 1572 per Vincenzo Possenti, després refós el 1818 per Gualandi da Prato.
- San Ranieri - pesa 1.150 kg i va ser refosa diverses vegades, l'última el 1735 per Pier Francesco Berti de Lucca.
- Dal Pozzo - va ser fosa el 1606, danyada pels bombardejos durant l'última guerra mundial, va ser convertida en museu i el 2004 es va inserir en el seu lloc una còpia de la fosa Marinelli d'Agnone amb un pes de 490 kg.
- Pasquereccia - pesa 1.014 kg fosa el 1262 per Lotteringio di Bartolomeo (Locterineus de Pisis).
- Terza - pesa 330 kg i va ser fabricada per artesans lorenesos o alsacians el 1473.
- Vespruccio - pesa 120 kg realitzada al segle xiv i refosa el 1501.

Les campanes sonen abans de les misses a la catedral i al migdia mitjançant un sistema d'electrocampanes.
A l'antiguitat, cada campana estava dedicada a un moment del dia litúrgic. Per exemple, la Pasquereccia tocava per a la Pasqua, la Terza a la tercera hora del dia (nou del matí), la campana Vespruccio a l'hora de les vespres (sis de la tarda).
Hi ha notícies d'una campana presa de l'església de San Michele a Guamo, prop de Lucca, després refosa per formar un "nou concert".

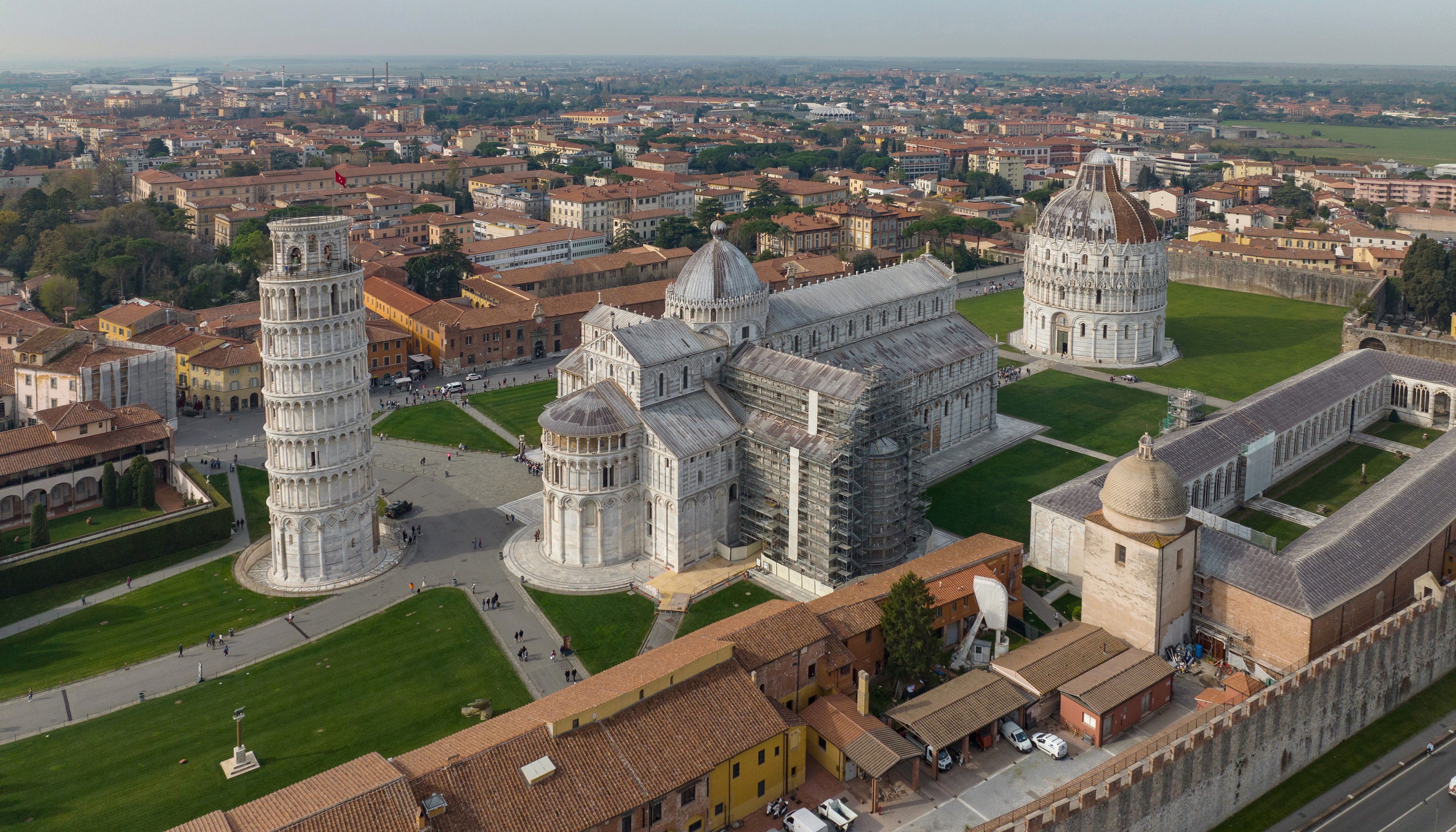
Vista panoràmica (d'esquerra a dreta) del Campanile (Torre inclinada de Pisa), la Catedral de Pisa, i el Baptisteri de Pisa a la Piazza dei Miracoli.

La campana de San Ranieri es deia originalment "Justícia" i era al palau del mateix nom. Solia sonar per la mort dels traïdors, i suposadament també va sonar per la mort de Comte Ugolino. Va ser portada al campanar al segle xv per substituir a la Pasquareccia original i posteriorment refosa en 1606.

## Curiositats
Es diu que Galileo Galilei va deixar caure dues boles de canó de diferent massa des de la torre per demostrar que la velocitat de descens era independent de la massa. La història, tot i que descrita per un estudiant del mateix Galileo, es considera un mite.
Per acabar, dues persones han saltat de la torre amb paracaigudes: Mike McCarthy el 5 d'agost de 1988 i Arne Aarhus l'1 de febrer del 2000.